# F21 (siluro)
L'F21 è un siluro pesante del diametro di 534 mm di diametro filoguidato. Si tratta di un sistema d'arma prodotto dall'azienda Francese DCNS. L'arma, sviluppata nell'ambito del Programma Artémis.